# Joel Porter
Joel Porter, né le 25 décembre 1978 à Adelaide en Australie, est un footballeur international australien. Il jouait au poste d'attaquant.

## Biographie

### Carrière internationale
Joel Porter est retenu par Frank Farina pour disputer la Coupe d'Océanie qui se déroule en Nouvelle-Zélande.
Il honore sa première sélection en A le 8 juillet 2002 lors d'un match de la Coupe d'Océanie 2002 contre la Nouvelle-Calédonie, où il marque son premier but en sélection à la fin de la partie (victoire 11-0). Lors de sa deuxième sélection contre les Fidji, il inscrit un quadruplé (victoire 8-0). Il marque son dernier but en sélection en demi-finale de la Coupe d'Océanie 2002 contre Tahiti (victoire 2-1). Il termine meilleur buteur de la Coupe d'Océanie avec six buts.
Il compte quatre sélections pour six buts en équipe d'Australie en 2002.

## Palmarès

### Avec l'équipe d'Australie
- Finaliste de la Coupe d'Océanie 2002

### Distinctions personnelles
- Meilleur buteur de la Coupe d'Océanie en 2002 (6 buts)

## Statistiques

### Buts en sélection
Le tableau suivant liste les résultats de tous les buts inscrits par Joel Porter avec l'équipe d'Australie.